# El Paraíso (Copán)
El Paraíso es un municipio del departamento de Copán en la República de Honduras.

## Toponimia
Se le dio el nombre de El Paraíso, por estar situado en el Valle de ese nombre.

## Límites
El Paraíso está situado en el ángulo que forma el departamento de Copán con la República de Guatemala, al Occidente y su cabecera se encuentra en el valle del mismo nombre y sobre el Río Rosario.
| Orientación | Límite                           |
| ----------- | -------------------------------- |
| Norte       | República de Guatemala           |
| Sur         | Municipio de Santa Rita, Copán   |
| Sur         | Municipio de San Jerónimo, Copán |
| Este        | Municipio de San Antonio, Copán  |
| Este        | Municipio de Florida, Copán      |
| Oeste       | Municipio de Copán Ruinas, Copán |

## Historia
La Gobernación Política del Departamento, en representación del Poder Ejecutivo, dio un acuerdo fechado el 29 de octubre de 1891 creando el Municipio de El Paraíso de Copán, el cual estaría formado por las Aldeas de Tapesco, El Cisne, Santa Cruz, ((actual Santa Cruz, El Paraíso (Copán)) El Chorro y la Novedad, pertenecientes al círculo de Trinidad y tierras de Quezailica.

## División Política
Aldeas: 27 (2013)
Caseríos: 98 (2013)
| Código | Aldea                               |
| ------ | ----------------------------------- |
| 040901 | El Paraíso (cabecera del municipio) |
| 040902 | Agua Buena                          |
| 040903 | Buena Vista                         |
| 040904 | El Charcón                          |
| 040905 | El Infiernillo o Nuevo Triunfo      |
| 040906 | El Limón                            |
| 040907 | El Manacal                          |
| 040908 | El Manguito                         |
| 040909 | El Tesoro                           |
| 040910 | La Cumbre                           |
| 040911 | La Laguna                           |
| 040912 | La Peña                             |
| 040913 | La Pimienta                         |
| 040914 | La Playona                          |
| 040915 | Las Delicias del Chispal            |
| 040916 | Las Flores                          |
| 040917 | Las Juntas                          |
| 040918 | Las Orquídeas o El Astillero        |
| 040919 | Libertad Nueva                      |
| 040920 | Libertad Vieja                      |
| 040921 | Naranjito                           |
| 040922 | Río Lindo                           |
| 040923 | San Antonio de Las Crucitas         |
| 040924 | San Cristóbal                       |
| 040925 | San Marcos                          |
| 040926 | Santa Cruz (1856)                   |
| 040927 | Santa Lucía                         |